# Monte Edgecumbe
Monte Edgecumbe es un volcán inactivo ubicado en el extremo sur de la isla Kruzof, Alaska. El volcán está a unos 16 km al este de la falla Queen Charlotte que separa las placa Norteamericana y el Pacífico, y es el punto más alto en el campo volcánico Monte Edgecumbe, un área de aproximadamente 100 millas cuadradas en Kruzov Isla que también incluye Crater Ridge y Shell Mountain.